# Đình chiến Tết Mậu Thân
Đình chiến Tết Mậu Thân theo truyền thống là khoảng thời gian ngừng bắn giữa Việt Nam Dân chủ Cộng hòa, Mặt trận Dân tộc Giải phóng miền Nam Việt Nam, Mỹ và Việt Nam Cộng hòa để cả hai miền Nam Bắc có dịp đón Tết năm 1968.
Trước Tết Mậu Thân, các bên tham chiến đã tuyên bố ngừng bắn đơn phương tự nguyện mà không có sự đồng thuận chung giữa họ:
- Việt Nam Dân chủ Cộng hòa: Đài Tiếng nói Việt Nam, ngày 19 tháng 10 năm 1967, đã thông báo rằng Việt Nam Dân chủ Cộng hòa sẽ thực thi lệnh ngừng bắn từ ngày 27 tháng 1 năm 1968 lúc 01 giờ sáng (giờ Hà Nội) đến ngày 3 tháng 2 năm 1968 lúc 01 giờ sáng (giờ Hà Nội).[2][3]
- Mặt trận Dân tộc Giải phóng miền Nam Việt Nam: Đài Phát thanh Giải phóng, ngày 17 tháng 11 năm 1967 tuyên bố Quân giải phóng miền Nam Việt Nam sẽ thực thi lệnh ngừng bắn từ 01 giờ sáng ngày 27 tháng 1 năm 1968 (giờ Hà Nội) đến 01 giờ sáng ngày 3 tháng 2 năm 1968 (giờ Hà Nội).[4]
- Mỹ và Việt Nam Cộng hòa: Lúc đầu, Quân đội Mỹ và Quân lực Việt Nam Cộng hòa sẽ thực thi lệnh ngừng bắn trong 48 giờ, từ 00 giờ ngày 30 tháng 1 năm 1968 đến 00 giờ ngày 1 tháng 2 năm 1968. Tuy nhiên, lệnh ngừng bắn của họ đã rút ngắn xuống còn 36 giờ vào ngày 8 tháng 1 năm 1968, bắt đầu lúc 18 giờ chiều ngày 30 tháng 1 năm 1968.[5] Ngày 26 tháng 1, Tham mưu trưởng Liên quân đã thông báo cho Tổng Tư lệnh, Bộ Tư lệnh Thái Bình Dương và Tổng Tư lệnh, Bộ Tư lệnh Không quân Chiến lược về những trường hợp ngoại lệ đối với thỏa thuận ngừng bắn kéo dài 36 giờ, sẽ bắt đầu lúc 18 giờ tối ngày 29 tháng 1 tại Quân đoàn II, III và IV. Hiệp định đình chiến này loại trừ Quân đoàn I và thành phố Vinh của miền Bắc đến phòng tuyến quân sự ở vĩ tuyến 17 Bắc. Lệnh ngừng bắn bắt đầu đúng kế hoạch nhưng chỉ tồn tại trong thời gian ngắn. Ngay sau nửa đêm ngày 29, Quân Giải phóng miền Nam Việt Nam đã tấn công các thị trấn và cơ sở trọng điểm trong vùng cấm đình chiến của Quân đoàn I Việt Nam Cộng hòa.[6] Vào lúc 10 giờ sáng (giờ Sài Gòn) ngày 30 tháng 1 năm 1968, Tổng thống Nguyễn Văn Thiệu chính thức hủy bỏ lệnh ngừng bắn trên toàn miền Nam Việt Nam, và cả Bộ Tư lệnh Quân đội Mỹ và Quân lực Việt Nam Cộng hòa đều đặt toàn bộ lực lượng trong tình trạng báo động cao độ. Rạng sáng ngày 31 tháng 1 năm 1968, sau khi Việt Nam Cộng hòa hủy bỏ hiệp định đình chiến, Quân Giải phóng miền Nam Việt Nam bèn phát động cuộc tổng tấn công và nổi dậy Tết Mậu Thân trên toàn miền Nam.[7]